# Dietmar Mieth

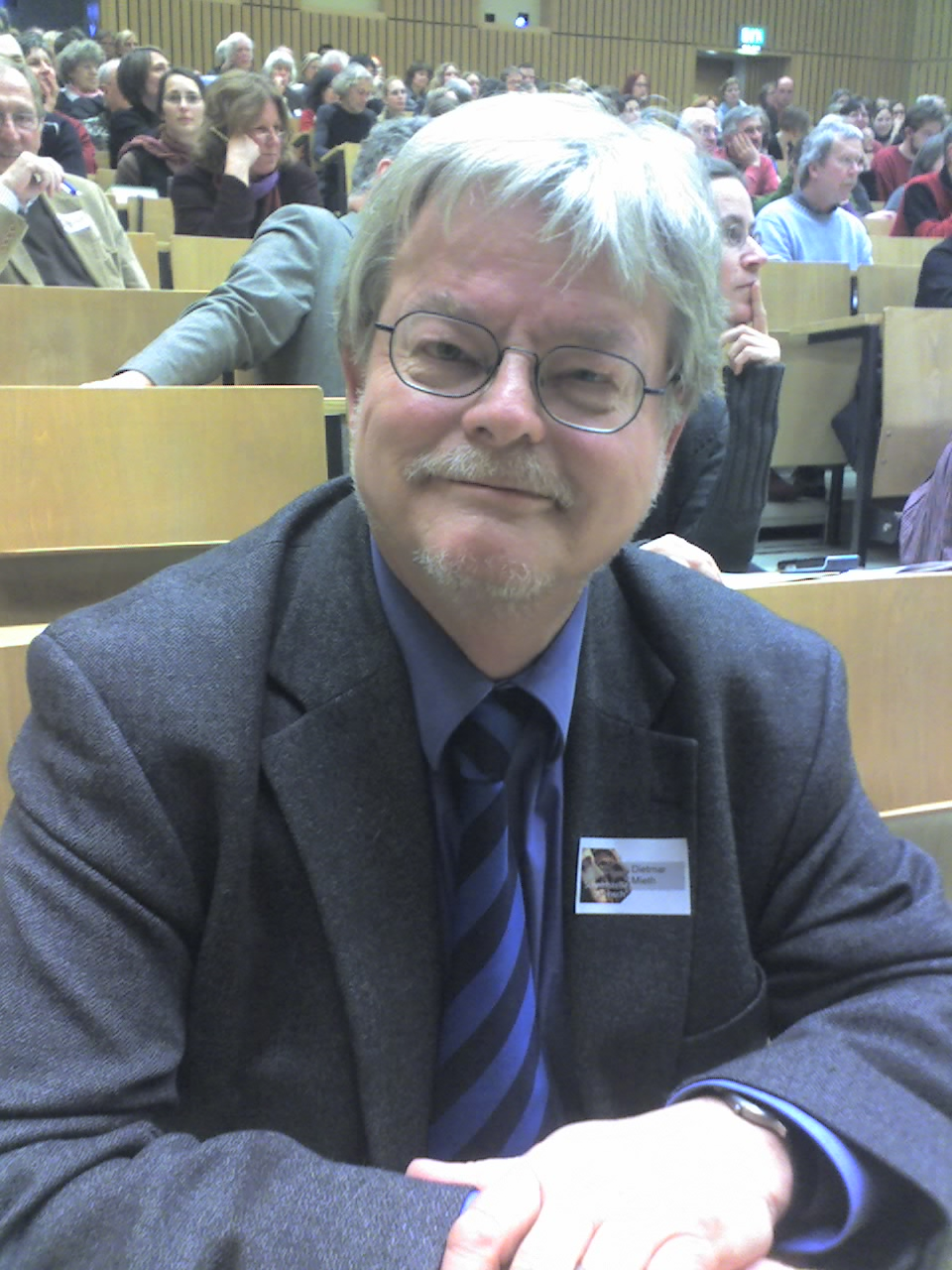
Dietmar Mieth (2007)

Dietmar Mieth (* 23. Dezember 1940 in Berlin) ist ein deutscher römisch-katholischer Moraltheologe und emeritierter Professor für „Theologische Ethik unter besonderer Berücksichtigung der Gesellschaftswissenschaften“ an der Universität Tübingen.

## Leben und Wirken
Dietmar Mieth, der nach 1945 in Beckingen im Saarland aufwuchs, promovierte nach Studien der Theologie, Philosophie und Germanistik in Freiburg, Trier, München und Würzburg (dort Staatsexamen 1967) mit einer theologischen Doktorarbeit mit dem Titel „Die Einheit von vita activa und vita contemplativa in den deutschen Predigten und Traktaten Meister Eckharts und bei Johannes Tauler“. Anschließend war er von 1967 bis 1973 wissenschaftlicher Assistent am Lehrstuhl für Moraltheologie/Theologische Ethik bei Alfons Auer und habilitierte sich 1974 als erster „Laie“ (Nicht-Priester) im Fach Theologische Ethik an der Katholisch-Theologischen Fakultät der Universität Tübingen.
Seine Habilitationsschriften über die Begründung einer „Narrativen Ethik“ erschienen 1976 in zwei Büchern: „Dichtung, Glaube und Moral. Studien zur Begründung einer Narrativen Ethik. Mit einer Interpretation zum Tristanroman Gottfrieds von Straßburg“ und „Epik und Ethik. Eine theologisch-ethische Interpretation der Josephromane Thomas Manns“. Das Konzept seines Lehrers Alfons Auer „Autonome Moral im christlichen Kontext“ verfolgte er kritisch weiter. Auers Hauptwerk „Autonome Moral und christlicher Glaube“ gab er 2016 neu heraus.
Nachdem er 1972 den Lehrstuhl Theologische Ethik unter besonderer Berücksichtigung der Gesellschaften an der Katholisch-Theologischen Fakultät der Universität Tübingen vertreten hatte, war er ab 1974 Professor für Moraltheologie und Direktor des Moraltheologischen Institutes an der Universität Fribourg/Schweiz. Währenddessen war er von 1975 bis 1977 Geschäftsführer der Internationalen Arbeitsgemeinschaft für Moraltheologie und Sozialethik und Veranstalter und Präsident des Internationalen Kongresses zu „Autonome Ethik und christlicher Glaube“, der 1977 in Fribourg/Schweiz stattfand. Dort begründete er 1977 die erfolgreiche Reihe „Studien zur Theologischen Ethik“, deren Herausgeber er bis zum Ende seiner Professur in Fribourg 1981 war. Von 1978 bis 2001 war er Direktor der Sektion Moraltheologie der sechssprachigen internationalen Zeitschrift „Concilium“, in der viele Aufsätze von ihm erschienen sind.
Nach Tübingen berufen amtierte er von 1981 bis 2008 als Professor für „Theologische Ethik unter besonderer Berücksichtigung der Gesellschaftswissenschaften“ an der Katholisch-Theologischen Fakultät. Drei Mal war er Dekan seiner Fakultät in Tübingen (1985/86; 1996–98; 2007/8). Gastprofessuren führten ihn nach Fribourg/Schweiz (Moraltheologie, 1986), Helsinki (1991), Zürich (Theologische Ethik, 1993) und Nijmegen (Philosophie, 1995), sowie nach Luzern (Moraltheologie 2014).
Als Theologischer Ethiker bearbeitete er die umstrittenen Themen der Sexualethik, der medizinischen Ethik und der Sozialethik. „Die Kunst, zärtlich zu sein“, „Ehe als Entwurf“, „Das gläserne Glück der Liebe“ u. a. waren Titel, mit denen er als Laientheologe ab den 1980er Jahren Einsichten für breitere Kreise darstellte. Er engagierte sich bei den Lehrkonflikten in der Kirche, u. a. als Verfasser der „Kölner Erklärung“ (1989) und als Kritiker der Moral-Enzyklika Papst Johannes Paul II.
Es folgten Bücher zur „Geburtenregelung. Ein Konflikt der Katholischen Kirche“ und zum „Schwangerschaftsabbruch“ (mit Irene Mieth). Wegen des Buches über Geburtenregelung und wegen seiner Befürwortung des Priestertums für Frauen kam es zu Konflikten mit der Römischen Glaubenskongregation unter Leitung von Kardinal Ratzinger (1991–2003). 2008 folgte das Buch „Grenzenlose Selbstbestimmung. Über den Willen und die Würde Sterbender“, das 2020 ins Italienische übersetzt mit dem Titel „Scegliere la Propria Fine?“ erschien.
Mieth arbeitete in der Ethik vor allem unter Einbeziehung des interdisziplinären Diskurses und der einzelwissenschaftlichen Erkenntnisse in den Natur- sowie in den Human- und Sozialwissenschaften. In Deutsch, Englisch, Französisch und Brasilianisch erschienen seine Beiträge zur Bioethik bzw. zur „Ethik in den Wissenschaften“ und er gab eine Reihe von Büchern zu diesem Thema heraus. Sein Hauptwerk zur „Ethik im Zeitalter der Biotechnik“ erschien unter dem Titel „Was wollen wir können“ 2002 und in der italienischen Übersetzung 2004. Immer wieder erwies sich das Thema „Menschenwürde“, das er in mehreren Schriften behandelte, dabei international von großer Bedeutung.
Eines seiner Hauptthemen blieb die „Narrative Ethik“ als Literaturethik, unterlegt von seiner Erfahrungstheorie in der Ethik. Er arbeitete auch weiterhin zu Meister Eckhart und ergänzte dies mit Studien zu Marguerite Porete. Diese Arbeit schlug sich in der Veröffentlichung folgender Bücher nieder: „Meister Eckhart. Einheit mit Gott“, das ins Koreanische übersetzt wurde (Benedict Press, Waegwan, 2014), „Meister Eckhart – Mystik und Lebenskunst“, „Meister Eckhart“. Das Thema Autonomie ergänzte er durch die Untersuchung der religiösen Selbstbestimmung.
1989 leitete er als Initiator und Founder die Gründungsversammlung der „Europäischen Gesellschaft katholische Theologie“. Als Initiator und Mitbegründer des „Internationalen Zentrums für Ethik in den Wissenschaften“ an der Universität Tübingen, dessen erster Sprecher er von 1990 bis 2001 war, leitete er interdisziplinäre Forschungsprojekte und verfasste viele Studien zur Gentechnik am Menschen, zur grünen Gentechnik, zur Biopatentierung, zur Sozialethik und zur ökologischen Ethik. Er leitete 1995–1998 ein Projekt des Bundesinstitutes für Sportwissenschaft und gab anschließend mit Ommo Grupe das „Lexikon der Ethik im Sport“ heraus.
Seit den 1990er Jahren war er auch in der Ethikberatung tätig. So war u. a. von 1994 bis 2000 berufenes deutsches Mitglied der interdisziplinären Beratergruppe (9–12 Mitglieder) der Europäischen Kommission „Ethik in den Wissenschaften und in den neuen Technologien“. Von 1999 bis 2002 war er Mitglied und stellvertretender Vorsitzender des „Beirates für ethische Fragen im Gesundheitswesen“ im Bundesministerium in Berlin. Von 2001 bis 2003 arbeitete er als vom Bundesjustizministerium entsandtes deutsches Mitglied in der Arbeitsgruppe des Lenkungsausschusses „Bioethik“ für das Protokoll zum Embryonenschutz der „Menschenrechtskonvention zur Biomedizin“ des Europarates. Von 2003 bis 2005 war er Mitglied der Enquête-Kommission des Deutschen Bundestages zu „Ethik und Recht der modernen Medizin“ und in verschiedenen kirchlichen Kommissionen, insbesondere in der Bioethik-Kommission der Deutschen Bischofskonferenz (2001–2017). Er war Mitglied und Vorsitzender des „Science Advisory Board“ der Katholisch-Theologischen Fakultät der Universität Wien (2005–2013).
Diese Tätigkeit als Ethiker führte ihn auch in verschiedene Kuratorien. So war er Mitglied im Kuratorium zur Ausstellung „Gen-Welten“ in der Bundesausstellungshalle Bonn (1994/5), im Kuratorium des Deutschen Hygiene-Museum Dresden (2002–2007), im beratenden Kuratorium zur Verleihung des Ethikpreises des Deutschen Olympischen Sportbunds (seit 2009), im Kuratorium für das Dopingprojekt des Deutschen Sportwissenschaftlichen Instituts (2010–2014) und im Kuratorium der Reporterschule Reutlingen (2004–2014).
Dazu kamen viele Beiräte, die er oft auch als Vorsitzender leitete. So war er Vorsitzender des Wissenschaftlichen Beirats des Interdisziplinären Instituts Mensch-Ethik-Wissenschaft in Berlin (IMEW) (2002–2011) sowie Mitbegründer und Vorsitzender des Wissenschaftlichen Beirats des Berliner Instituts für Christliche Ethik und Politikberatung (ICEP) (2004–2011). Außerdem war in folgenden weiteren Beiräten Mitglied: Aktion Jugendschutz Baden-Württemberg (1981–1990), Arbeitskreis „Kirche und Sport“ (1981–1999), Deutsche Alzheimer-Gesellschaft (1998–2008), Forschungsbeirat der Heilpädagogischen Fakultät der Universität zu Köln (2005–2007).
Seit seiner Pensionierung (2008) vertrat er den Lehrstuhl weiter bis 2010. Seit 2009 arbeitet er als Fellow am Max-Weber-Kolleg der Universität Erfurt. Er begründete dort die Meister-Eckhart-Forschungsstelle und unterstützte als Experte die feste Etablierung von „Meister Eckhart Tagen“ in Erfurt. Von 2008 bis 2014 war er Präsident der Meister Eckhart Gesellschaft, seitdem ist er Vizepräsident. Von 2009 bis 2020 war er Mitglied in der Kollegforschergruppe „Religiöse Individualisierung in historischer Perspektive“ am Max-Weber-Kolleg, seit 2018 ist er dort als „Mercator Fellow“ im deutsch-französischen Projekt „Meister Eckhart und die Kirchenväter“ aktiv.
Das Verhältnis von (christlicher) Religion und Ethik stellte er 2015 mit Monika Bobbert in dem Buch „Das Proprium der christlichen Ethik“ dar. Neben 33 eigenen Monografien war er als Herausgeber zu Ethikstudien und in der Meister-Eckhart-Forschung sowie für die Theologische Quartalschrift tätig. Zuletzt erschien seine fachliche Autobiographie „Nicht einverstanden. Meine Erfahrungen als Laientheologe und Ethiker“ im Jahr 2020.

## Auszeichnungen
1968 Promotionspreis der Universität Würzburg
1971–74 Habilitationsstipendium der Deutschen Forschungsgemeinschaft
2018 Goldene Promotion
1998 erhielt er für „Ethik im Sport“ das Ludwig-Wolker-Relief
2000 hielt er die Guardini Lectures an der Humboldt-Universität Berlin
2001 mit dem Internationalen Zentrum für Ethik in den Wissenschaften den Frauenförderpreis der Universität Tübingen
2005 hielt er die Benjamin Franklin Lecture an der Charité Berlin und die Dondeyne-Lecture an der Universität Leuven
2007 erhielt er das Bundesverdienstkreuz am Bande der Bundesrepublik Deutschland
2011 Honorary Member of „The Eckhart Society“ (UK)

## Schriften (Auswahl)
Monographien
- Ketzerflammen in Paris. Marguerite Porete, Meister Eckhart und die Intrigen der Inquisition. der blaue reiter, Hannover 2024, ISBN 978-3-933722-88-1.

- Nicht einverstanden. Meine Erfahrungen als Laientheologe und Ethiker. Herder Verlag, Freiburg i. Br. 2020,  	ISBN 978-3-451-83804-0.
- (mit Irene Mieth): Sterben und lieben. Selbstbestimmung bis zuletzt. Herder, Freiburg/Br. 2019, ISBN 978-3-451-38315-1.
- Im Wirken schauen. Die Einheit von vita activa und vita contemplativa bei Meister Eckhart und Johannes Tauler. wbg Academic, Darmstadt 2018, ISBN 978-3-534-40099-7.
- Meister Eckhart. C. H. Beck, München 2014, ISBN 978-3-406-65986-7.
- Grenzenlose Selbstbestimmung? Der Wille und die Würde Sterbender, Patmos Verlag, Köln 2008 ISBN 978-3-491-71317-8.
- Kleine Ethikschule. 2. Aufl. Herder, Freiburg/Br. 2005, ISBN 978-3-451-05471-6.
- Die Diktatur der Gene. Biotechnik zwischen Machbarkeit und Menschenwürde. Herder, Freiburg im Breisgau 2001. Ital. Brescia 2002.
- Moral und Erfahrung I. Grundlagen einer theologisch-ethischen Hermeneutik (4. überarbeitete und ergänzte Neuauflage) (= Studien zur Theologischen Ethik; 2) Freiburg/Schweiz-Freiburg i. Br. 1999.
- Moral und Erfahrung II. Entfaltung einer theologisch-ethischen Hermeneutik (= Studien zur Theologischen Ethik, Bd. 70). Freiburg/Schweiz-Freiburg i. Br. 1998.
- Epik und Ethik. Eine theologisch-ethische Interpretation der Josephromane Thomas Manns (= Studien zur deutschen Literatur, hg. von R. Brinkmann u. a., Bd. 47). Niemeyer, Tübingen 1976.
- Meister Eckhart. Gotteserfahrung und Weg in die Welt. Olten-Freiburg i. Br. 1979. Lizenzausgabe Zürich (Ex libris) 1983. Lizenzausgabe München (Piper), überarbeitet 1989. 3. Aufl. 1991 (Neuauflage).

Herausgeberschaften
- Ethik in der Humangenetik. Mit Marcus Düwell. 2. Aufl., Francke, Marburg 2000 ISBN 978-3772026201.
- Lexikon der Ethik im Sport. Mit Ommo Grupe. (= Schriftenreihe des Bundesinstituts für Sportwissenschaft Bd. 99) Hofmann, Schorndorf 1998, ISBN 978-3-7780-8991-0.
- mit V. Braun und Klaus Steigleder: Ethische und rechtliche Fragen der Gentechnologie und der Reproduktionsmedizin. J. Schweitzer, München 1987.